# Jaerock Lee
Jaerock Lee (Condado de Muan, Jeollanam-do, Corea del Sur, 20 de abril de 1943-31 de diciembre de 2023) fue un pastor cristiano y autor, fundador de la Iglesia Central Manmin de Seúl. En 2018 fue declarado culpable por múltiples causas de agresión sexual y violación contra varios miembros de su iglesia, y fue condenado a quince años de prisión.
Lee fundó la Iglesia Central Manmin en 1982, y creció hasta convertirse en una megaiglesia con una membresía reclamada de 120 000 en 9 000 iglesias miembros. En 2010, la Iglesia Central Manmin afirmó tener el mayor número de iglesias de Corea. El ministerio de Lee ha sido controvertido y se le ha calificado de líder de una secta.
Sus libros se han traducido a varios idiomas.

## Primeros años
Antes de convertirse, Lee llevaba siete años enfermo. Intentó suicidarse varias veces, pero un día su hermana mayor le llevó a ver a un evangelista coreano, tras lo cual sus enfermedades desaparecieron.

## 1982 a 1999
Lee fundó la Iglesia Central Manmin en julio de 1982 con sólo trece miembros. El número de miembros registrados siguió aumentando rápidamente y superó los 3.000 a los cinco años de la fundación. En este periodo, se organizaron muchas organizaciones eclesiásticas, como la Misión de Guerreros de Oración, la Misión de Voluntarios, los Coros y el Comité de Artes Escénicas.
Lee hizo una contribución para la construcción de una sala para ancianos.

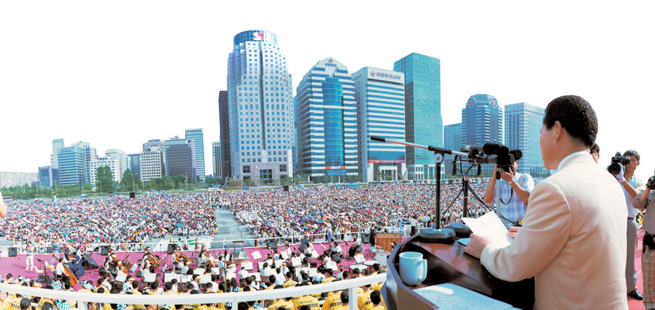
El reverendo Dr. Jaerock Lee presenta el informe de progreso en la Cruzada del Jubileo de la Reunificación Pacífica en Seúl, Corea (1995).

En la década de 1990 su iglesia experimentó un espectacular aumento de miembros, tanto dentro como fuera de Corea, y la iglesia pudo establecer una nueva denominación. En 1993, su iglesia fue seleccionada como una de las "50 mejores iglesias del mundo" por la revista Christian World (EE. UU.). Lee encabezó la "Cruzada Mundial de Holificación" en 1992 en Yoido, y fue presidente de la "Cruzada Explosiva del Espíritu Santo en Seúl" en 1994, y presidente administrativo de la "Cruzada de Re-Unificación de la Paz para el 50 aniversario del Día de la Independencia de Corea" en 1995. Ha sido Presidente de la Asociación Cristiana Coreana y de la Asociación Central de Evangelización Mundial, y Presidente del Centro Nacional de Campañas de Evangelización y del Consejo de Evangelización para Funcionarios Fiscales.

## 2000 a 2010
Lee ha viajado mucho por diferentes partes del mundo, iniciando eventos cristianos y las llamadas cruzadas en varios países.
En octubre de 2000, Lee visitó Pakistán. Su iglesia afirma que fue el mayor evento cristiano de evangelización jamás celebrado en la República Islámica de Pakistán.
En 2001 Lee viajó a Kenia y, en septiembre de 2001, visitó Filipinas para dirigir la Conferencia de Líderes de la Iglesia y la Cruzada de Sanación.
Los días 26 y 27 de julio de 2002, Lee dirigió reuniones evangelísticas en Honduras y se calcula que unas 120.000 personas asistieron a las reuniones celebradas en el Estadio Olímpico de San Pedro Sula, Honduras. En octubre de 2009, S.E. René Francisco Umana, embajador de Honduras en Corea, visitó la iglesia de Lee para celebrar el 27 aniversario de la iglesia.
Lee dirigió un festival de sanación en Marina Beach, Chennai, India, en 2002. El acto fue retransmitido en directo por los cuatro canales de televisión de la India.
En 2003, un funcionario del gobierno organizó un "festival" cristiano de oración y sanación en el Dubai Handicapped Club de los Emiratos Árabes Unidos. Lee habló y celebró una ceremonia de curación para 100 personas, incluidos nacionales, con diversas discapacidades, informó el Departamento de Estado de Estados Unidos en el Informe sobre Libertad Religiosa Internacional 2004.
En noviembre de 2003, Lee visitó Rusia para dirigir el "Festival de Sanación Milagrosa de Rusia 2003" en el Estadio Olímpico cubierto "SKK" de San Petersburgo, Rusia, evento que formaba parte del 300 aniversario de la fundación de San Petersburgo.
En octubre de 2004, Lee visitó Alemania para dirigir la Cruzada Unida Alemana 2004 y el evento fue transmitido a través de Classics TV en el Reino Unido, CNL en Kazajistán, RTP en España y TKV en Rusia.

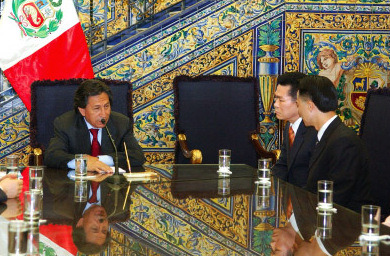
Lee se reúne con el presidente peruano Alejandro Toledo (2004).

En diciembre de 2004, Lee visitó Lima, Perú, para un evento cristiano. El presidente peruano Alejandro Toledo invitó a Lee al palacio presidencial y le pidió que rezara por el desarrollo económico y la administración del país.
En diciembre de 2005, se denegó a Lee el permiso para entrar en Egipto; llegó al Aeropuerto Internacional de El Cairo en un vuelo de Korean Airlines con 20 de sus miembros. Tenía previsto dirigir un acto cristiano en El Cairo junto con una organización cristiana egipcia en Navidad.
En febrero de 2006, Lee visitó Kinshasa, RD del Congo, y dirigió un festival. La cruzada se celebró con el apoyo de dirigentes políticos y económicos, así como de los líderes eclesiásticos y la prensa local.

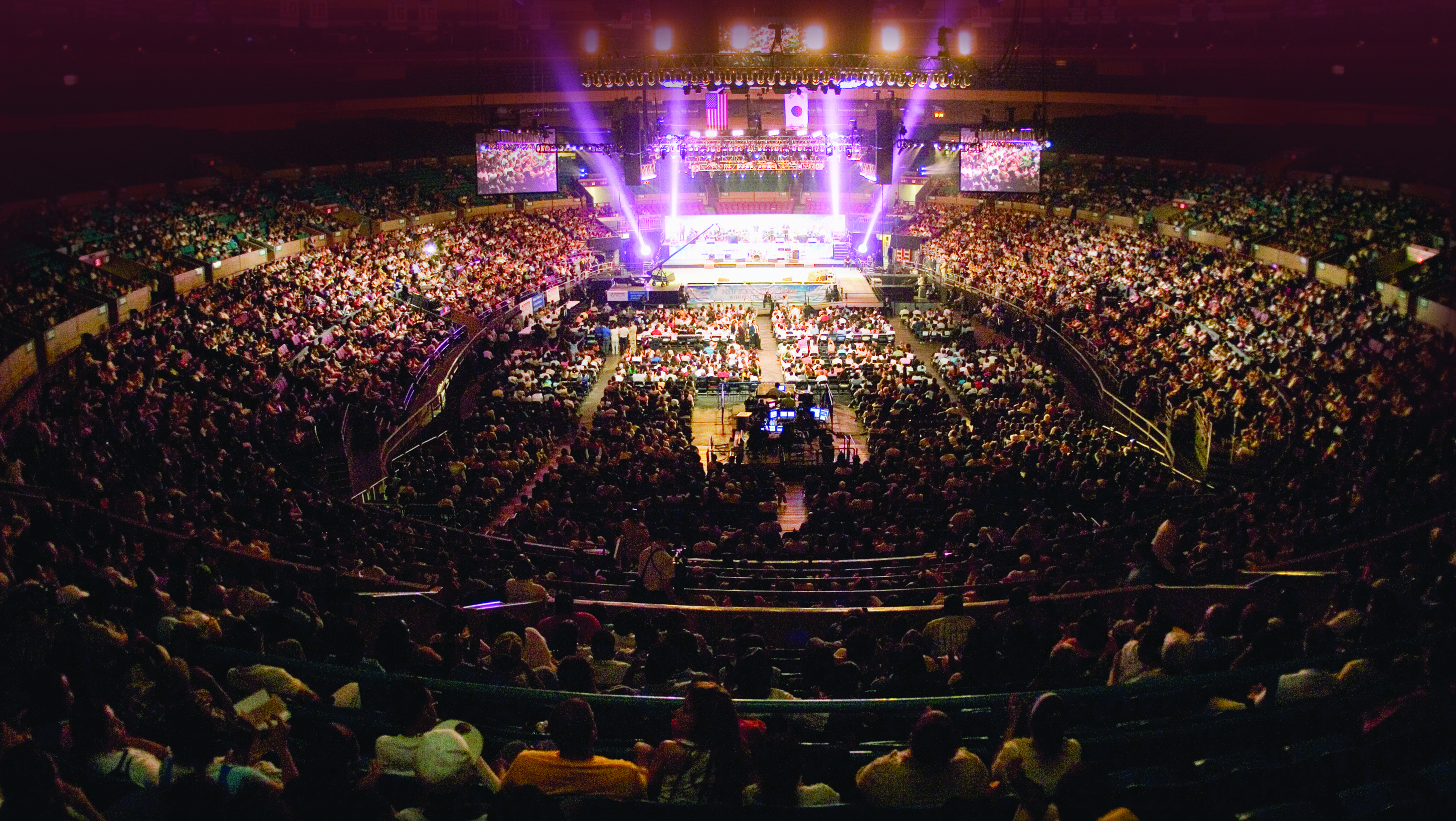
Salvation Miracles Revival Crusade en Nueva York, (2006).

En julio de 2006, Lee viajó a Estados Unidos para dirigir una "Cruzada de Avivamiento de los Milagros de Salvación" de tres días de duración en el Madison Square Garden de Nueva York. El acto, que contó con el apoyo del senador neoyorquino Rubén Díaz y del concejal de Nueva York Hiram Monserrate, así como del director de la National Religious Broadcasters, atrajo a un gran número de latinos y otros miembros de grupos de inmigrantes.
La cruzada se retransmitió por televisión a 200 países.
Lee visitó Belén en la Navidad de 2007. En septiembre de 2009, Lee visitó de nuevo Israel. Allí dirigió el "Festival Internacional Multicultural", en el Centro Internacional de Convenciones de Jerusalén. El acto reunió a unos 3.000 asistentes de 36 países para manifestarse a favor de la paz en Oriente Próximo; asistieron el ministro israelí de Turismo, Stas Misezhnikov, y el alcalde de Jerusalén, Nir Barkat. Lee expresó su solidaridad con el pueblo judío, el Estado de Israel y sus dirigentes. Un portavoz de la organización contramisionera Israel Judío especuló con la posibilidad de que la visita de Lee estuviera relacionada con el lanzamiento previsto de una cadena de televisión evangélica en ruso. La asociación de pastores israelíes establecida para el crecimiento de las iglesias israelíes y la unión de pastores organizaron el evento, informó CNS. El festival se retransmitió a 220 naciones en 8 idiomas diferentes con interpretación simultánea a través de emisoras de televisión como TBN(Trinity Broadcasting Network) y DayStar, Enlace, CNL, etc.
En Estonia, Lee dirigió un evento llamado "Festival de la Cultura Coreana 2010" o "Cruzada de Sanación Milagrosa Estonia 2010" en el Saku Suurhall Arena en octubre de 2010. Alina Aivazova, esposa de Leonid Chernovetskyi, alcalde de Kiev, la capital de Ucrania, asistió a esta cruzada. Lee recibió la placa de agradecimiento de la asamblea municipal de Tallin.

## Primeras controversias
Lee fue excomulgado de la Iglesia de la Santidad en mayo de 1990, y su organización fue expulsada del Consejo Cristiano de Corea en abril de 1999 por "afirmaciones heréticas". Las acusaciones de 1999 fueron refutadas por la Unión de Iglesias Presbiterianas de Corea en 2004. Los líderes de la Asociación Misionera de Corea también le han acusado de ser un líder sectario, señalando una supuesta declaración de Lee de julio de 1998 en la que afirmaba que estaba "libre de pecado y exento de morir".
En 1999, Munhwa Broadcasting Corporation (MBC), una cadena de televisión surcoreana, emitió un documental crítico con Jaerock Lee. En respuesta, 300 miembros de la Iglesia Central Manmin invadieron la cadena de televisión, agredieron a los guardias de seguridad e irrumpieron en la sala de control de la emisora para cortar la corriente, mientras que otros 1.500 organizaron una sentada de protesta en una calle cercana; se necesitaron 600 policías antidisturbios para restablecer el orden. Por orden judicial, se había impedido a la emisora emitir un reportaje sobre la vida sexual de Lee. MBC presentó una demanda contra la iglesia y 61 personas implicadas en el ataque, solicitando una indemnización de 2.700 millones de yenes; el Tribunal del Distrito Sur de Seúl concedió una indemnización de 696 millones de yenes en noviembre de 2000 contra la iglesia y algunos de los participantes en el ataque, pero desestimó el caso contra el propio Lee.
En julio de 2000, Lee visitó Uganda para dirigir la Cruzada Unida de Uganda. La Asociación Misionera de Corea en Uganda emitió una declaración en relación con esta visita, en la que describía a Lee como un "líder de secta" y afirmaba que "no era bien aceptado por las iglesias coreanas".
Cuando Lee visitó Nueva York y el Madison Square Garden en 2006, los ministros coreanos locales protestaron contra el festival, citando lo que denominaban "enseñanzas heréticas" de Lee. El jugador de béisbol de las Grandes Ligas David Wright, tercera base de los Mets de Nueva York, fue engañado para que hiciera un anuncio de la cruzada de Lee; Wright aceptó aparecer en cámara y ofrecer su apoyo porque creía que el acto ya había sido aprobado por los Mets, pero en realidad el anuncio, que incluía usos no autorizados del logotipo de los Mets, estaba siendo elaborado por un periodista que hizo un uso indebido de sus credenciales de prensa para acceder a Wright y filmarlo. Tras descubrirse el uso indebido, el anuncio dejó de emitirse y Wright se disculpó públicamente.
Los cantantes estonios Tõnis Mägi y Dave Benton iban a aparecer en el evento del Festival de Cultura Coreana de Lee en Estonia en 2010. A los cantantes se les hizo creer que el acto estaba patrocinado por la embajada de Corea del Sur, lo que resultó ser falso, lo que llevó a Tõnis Mägi a cancelar su aparición. La gran embajada coreana en Helsinki lamentó haber sido relacionada erróneamente con el festival.

## Delitos sexuales
En noviembre de 2018, Lee fue declarado culpable de 42 delitos sexuales por el Tribunal del Distrito Central de Seúl. Se le acusó de agresión sexual a ocho mujeres de su congregación. El tribunal concluyó que las víctimas se sentían obligadas a someterse a los ataques de Lee porque creían sus afirmaciones de que tenía poderes divinos. Al menos cinco de las víctimas se pusieron en contacto con la policía a raíz del movimiento #MeToo. Su dictamen fue basado en el testimonio de las denunciantes sin evidencias explícitas. El pastor fue condenado a quince años de prisión. Murió 5 años después, el 31 de diciembre de 2023 estando preso.

## Red Mundial de Médicos Cristianos
Lee fundó la Red Mundial de Médicos Cristianos (WCDN), que organiza una conferencia anual. La WCDN intenta analizar médicamente supuestos casos de curación realizados por Dios.

## Libros
Lee ha escrito varios libros sobre su enfoque del cristianismo. Sus libros han sido publicados por editoriales cristianas de todo el mundo, como Strang (Estados Unidos), Destiny Image Europe (Italia), Baruch (Ucrania), Word of Christ (India), Andi (Indonesia) y Grace (Taiwán). Desde septiembre de 2014, Lee ha escrito más de 90 títulos. Su ministerio de libros se especializa en libros electrónicos, incluido el idioma chino.
Profesiones
Profesiones es una colección de 100 poemas.
Mi vida, mi fe
La autobiografía de Lee se titula Mi vida, mi fe. En ella esboza los factores que contribuyen al crecimiento de la iglesia y afirma que Dios le concedió visiones proféticas. El volumen 1 de Mi vida, mi fe se ha publicado en 35 idiomas.
En el segundo volumen de Mi vida, mi fe, Lee escribe sobre EE. UU., China y la UE y afirma que, en el futuro, el mundo contará con estas tres grandes potencias. También afirma que los cristianos pueden curarse de enfermedades por la fe.
Bulawayo 24 News hizo una crítica favorable de los libros.
En la República Socialista de Vietnam, los libros Mi vida, mi fe han sido publicados con permiso oficial de su gobierno en su lengua vernácula por Vietnam Religion Publisher (VRP).
El mensaje de la cruz de Jesucristo
La editorial cristiana italiana Evangelista Media ha publicado Understanding the Message of the Cross of Jesus Christ.
Richard R. Blake reseñó el libro para Reader Views en Estados Unidos. El Mensaje de la Cruz se ha publicado en 57 idiomas diferentes, incluidos el inglés, el nepalí y lenguas vernáculas indias como el hindi, el tamil, el telugu, el punjabi, el simte y el tangkhul. La versión hindi del libro fue cubierta por CNN-IBN.
La Ley de Dios
La Ley de Dios es una colección de mensajes temáticos de Lee sobre los Diez Mandamientos. El enfoque principal del libro es la razón detrás de los Diez Mandamientos y el significado espiritual de cada Mandamiento.
El Poder de Dios
En el libro El Poder de Dios, Lee ha intentado presentar el proceso por el cual una persona puede encontrarse con Dios.
El Cielo
Creation House, un sello de la editorial cristiana Charisma DEMO en los Estados Unidos, publicó el primer volumen del libro de Lee Heaven.
En el volumen 1 de Heaven, Lee habla de los diferentes lugares del cielo: El Paraíso, el Primer Reino de los Cielos, el Segundo Reino de los Cielos, el Tercer Reino de los Cielos, la Nueva Jerusalén y las recompensas otorgadas según la medida de la fe de cada uno.
En el segundo volumen del Cielo, Lee escribe que la combinación de doce piedras preciosas representa el corazón de Jesucristo y de Dios.
Lee también escribe acerca de los profetas en el grupo de primer rango en el cielo: Elías, Enoc, Abraham y Moisés.
La traducción indonesia de El cielo y el infierno ha sido catalogada como best seller en Indonesia. En la Feria del Libro de Jerusalén de 2011, el presidente de Israel, Shimon Peres, y el alcalde de Jerusalén, Nir Barkat, recibieron ejemplares del libro.
Hombre de carne, hombre de espíritu
Man of Flesh, Man of Spirit (Vol. 1 y 2), es una compilación de sermones de Lee sobre el Libro de Job. Lee discute lo que él percibe como la maldad en la naturaleza humana.
Espíritu, alma y cuerpo
En el libro Spirit, Soul and Body (Espíritu, alma y cuerpo), Lee aborda la pregunta "¿Qué aspecto tenía Dios, que existía por sí mismo antes de toda la eternidad?". El libro analiza los posibles significados de términos bíblicos como 'carne', 'cosas de la carne', 'obras de la carne' y 'espíritu'. Lee escribe que los 'cielos' generalmente se categorizaban en cuatro reinos espirituales. Todo el espacio físico, incluyendo nuestra Tierra, nuestro Sistema Solar, nuestra galaxia y todo el universo, se conoce como el primer cielo.
El Amor: Cumplimiento de la Ley
El libro trata del amor de Dios.
Los pasos del Señor
Huellas del Señor es una recopilación de la serie de Lee "Conferencias sobre el Evangelio de Juan". Analiza el origen de Jesús, así como el significado espiritual implícito en su nacimiento, ministerio público, crucifixión y resurrección.
Mi Padre os dará en mi nombre
My Father Will Give to You in My Name es una recopilación de mensajes y Lee afirma que este libro permitirá al lector comprender "la ley del reino espiritual" sobre la recepción de respuestas de Dios.
Contra tales cosas no hay ley
Contra tales cosas no hay ley trata de los "nueve frutos del Espíritu Santo" junto con ejemplos específicos.